# Schmücke

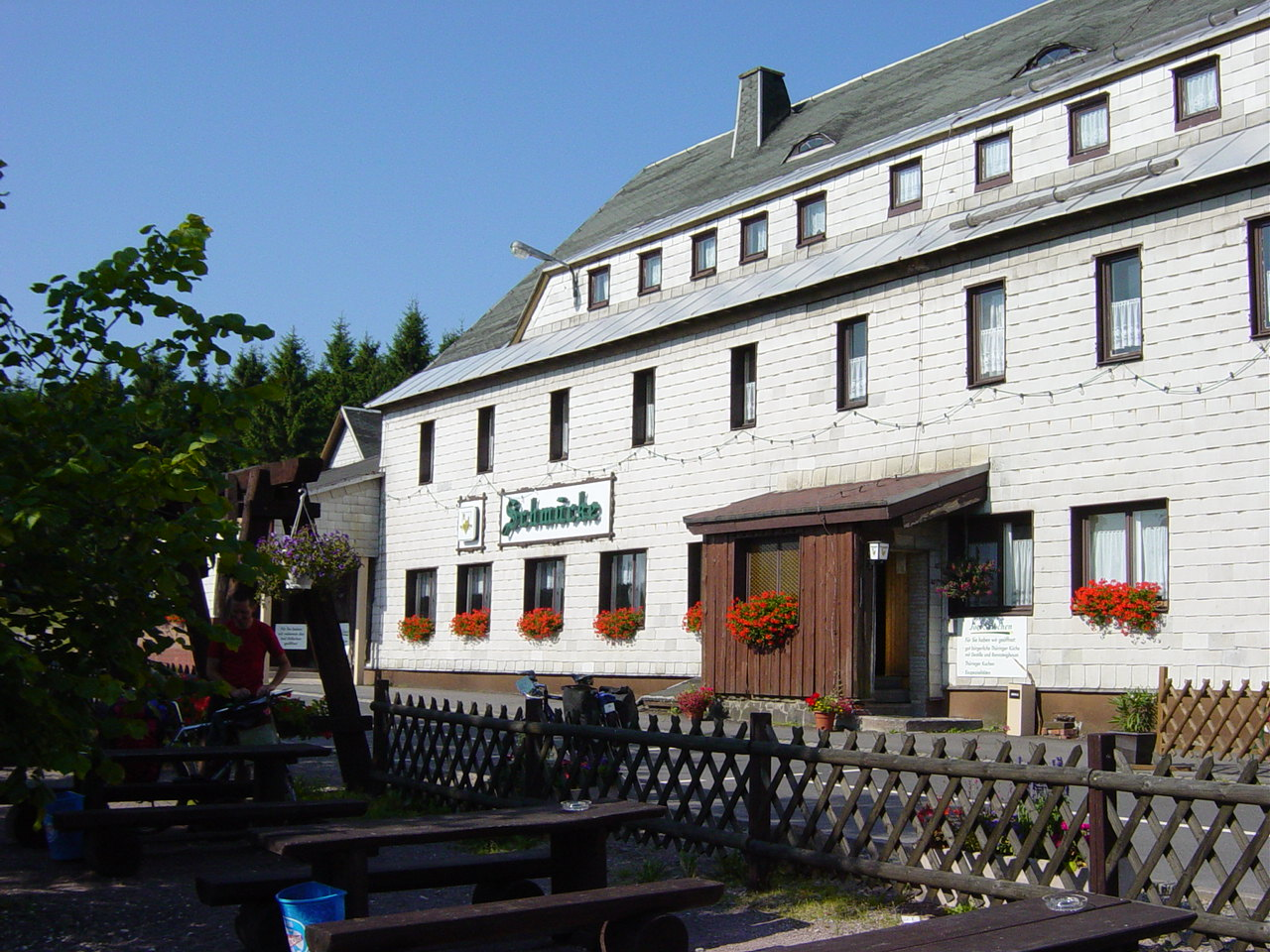
Waldhotel Schmücke mit Joel’s Stübchen und dem Baudensaal für den Rucksacktreff

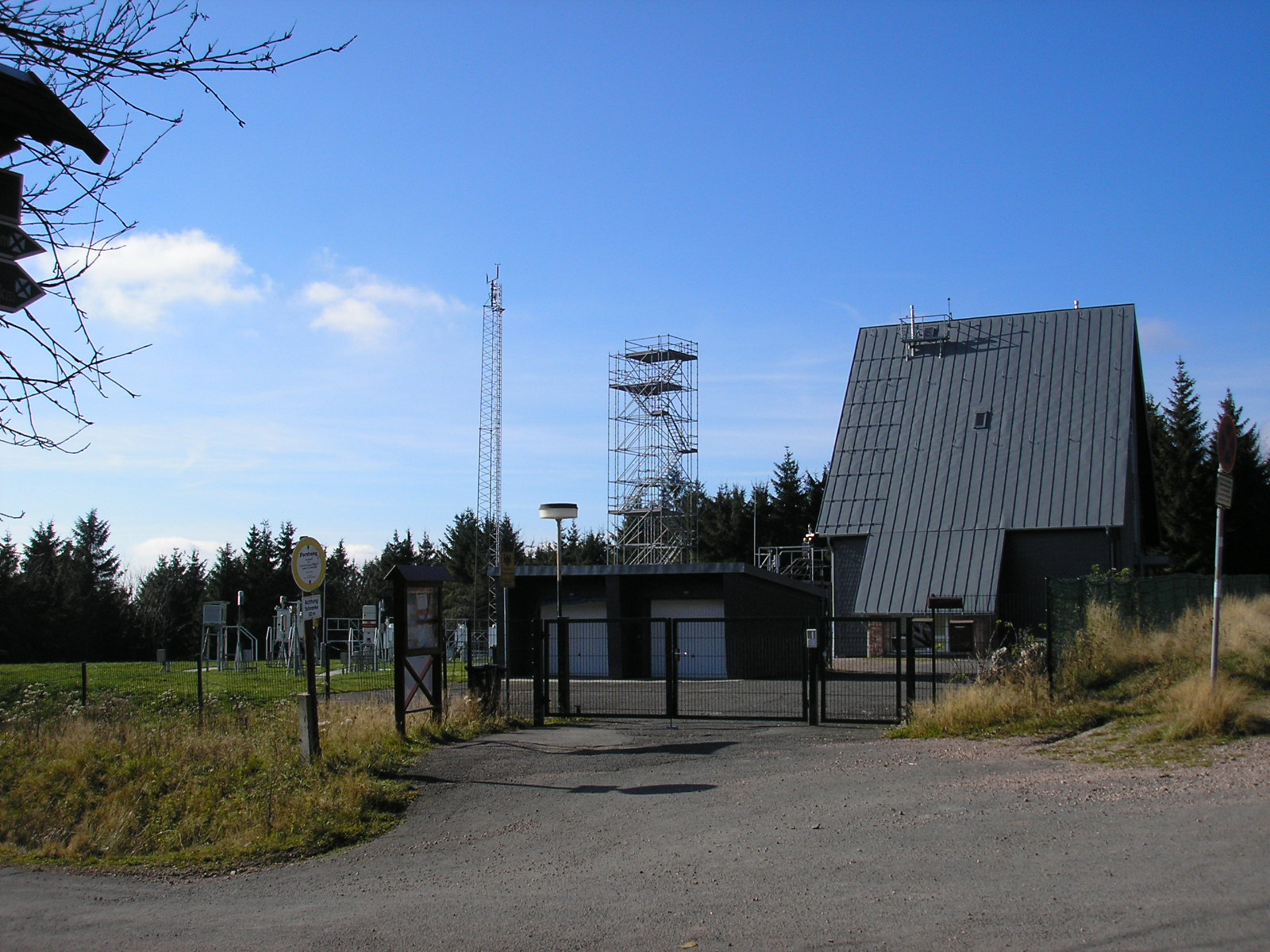
Wetterstation Schmücke

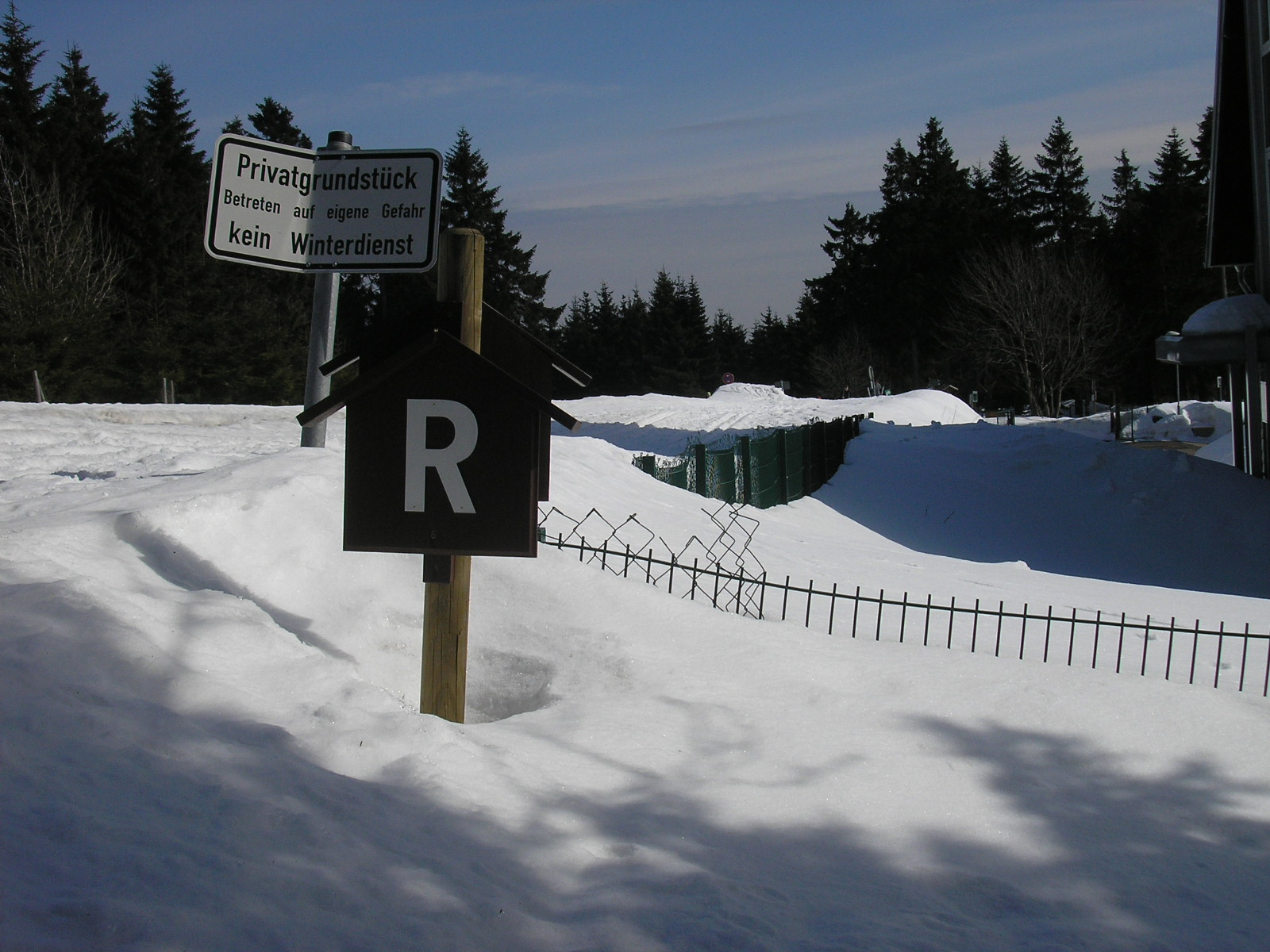
Der Zaun der Wetterstation im März 2009 mit Rennsteigschild

Die Schmücke ist die höchstgelegene Ansiedlung am Rennsteig im Thüringer Wald, bestehend aus einem Hotel, dem Baudensaal Rucksacktreff und einer Wetterstation.

## Lage
Die Siedlung liegt auf einem Bergplateau in einer Höhe von 916 m ü. NN unmittelbar am Rennsteig. Die Fläche gehört zum Gebiet von Gehlberg, welches ein Ortsteil der Stadt Suhl ist. In unmittelbarer Umgebung befindet sich auch eine Messstation des Luftmessnetzes des Umweltbundesamts.

## Klima
Im Jahr 2009 war die Schmücke gemäß der Wetterbilanz des Deutschen Wetterdienstes mit 1.292 Sonnenstunden der sonnenärmste Ort Deutschlands. Außerdem fällt auf der Schmücke mit jährlich 1288,3 mm so viel Niederschlag wie sonst nirgendwo in Thüringen, und wenn man von der Wetterstation auf dem Brocken absieht, trifft das auch für die gesamten neuen Bundesländer zu.

## Geschichte
Die Schmücke wurde 1516 erstmals erwähnt, als sich hier eine bretterbeschlagene Hütte unter der Bezeichnung Schneehaus befand. An dieser Stelle, wo die Salzmannstraße (alte Handelsstraße von Elgersburg nach Suhl) und die Hamburger Straße zwischen Oberhof und Frauenwald den Rennsteig kreuzte, befanden sich schon früher einfache Schutzhütten.
1812 erhielt die Schmücke Gastrecht, doch wurden schon viele Jahre vorher Wanderer und Holzfäller, Jäger und Wilddiebe bewirtet. 1823 begann der Bau eines festen Hauses.
1843 übernahm Johann Friedrich Joel, der wohl bekannteste Pächter der Schmücke, im Alter von 51 Jahren das Amt des Kreisers mit dem Viehhaus und der kleinen Gastwirtschaft auf der Schmücke. Unzählige Anekdoten über ihn sind bekannt, er gilt als Thüringer Original. Unter seiner Leitung wurde die Schmücke überregional bekannt und geschätzt. In Ilmenau und Elgersburg wurden schicke Bäder eröffnet und Straßen über den Thüringer Wald gebaut. Die Wanderer kamen in Scharen und wollten auf der Schmücke übernachten, doch im ganzen Wirtshaus standen nur zwei Fremdenbetten zur Verfügung. Nachdem Joels Mägde friedlich schlummernd die Auslastung der beiden Gästebetten bewiesen hatten, ließ der Schmücke-Joel 1851 schließlich zwei herzogliche Damen aus Gotha eine Nacht im frisch aufgeschütteten Heulager verbringen. In Sachsen-Gotha genehmigte man daraufhin umgehend den Erweiterungsbau der Schmücke mit mehreren Logierzimmern und einem Speisesaal (Joel’s Stübchen) und führte ihn während der nächsten zwei Jahre aus.
Der folgende Versuch des herzoglichen Fiskus in Gotha, den Pachtzins für die Schmücke zu verdoppeln scheiterte, denn der Schmücke-Joel hatte sie 1843 pachtfrei erhalten, nur damit er die ärmliche Wirtschaft überhaupt bewirtschaftete.
Zu Beginn des 20. Jahrhunderts entwickelte sich das nahe gelegene Oberhof zum exklusiven Erholungsort Sachsen-Coburg und Gothas. Das wirkte sich auch unmittelbar auf die Schmücke aus. Sogar ein eigenes Postamt wurde auf der Schmücke jetzt betrieben.
Während der letzten Tage des Zweiten Weltkrieges wurde die Schmücke durch Beschuss stark zerstört. Ab 1954 wurde das Hauptgebäude wieder rekonstruiert und um eine große Küche erweitert. Bis zu 28 Gäste konnte das Hauptgebäude nun aufnehmen. Später kamen weitere An- und Ausbauten dazu, darunter der Baudensaal Rucksacktreff.
1966 wurde im Baudensaal Herbert Roths Lied Der alte Schmückewirt uraufgeführt. Die Schmücke diente inzwischen auch als Ferienheim. Bis zu seinem frühen Tod 1983 war der Thüringer Komponist mit seiner Instrumentalgruppe im Baudensaal als musikalischer Unterhalter Stammgast. Ein Gedenkstein zu Ehren Herbert Roths befindet sich 700 m südlich der Schmücke am Wegrand des Rennsteigs.
Heute ist die Schmücke ein privat geführtes Waldhotel für Touristen und Rucksackwanderer entlang des Rennsteigs.